# أليكسي بي. ليبيديف
أليكسي بي. ليبيديف (الروسية: Лебедев, Алексей Петрович) (و. 1845 – 1908 م) هو عالم من الإمبراطورية الروسية، ولد في غوبرنيه موسكو، توفي في موسكو، عن عمر يناهز 63 عاماً.

## التعليم
تعلم في أكاديمية موسكو التكنولوجية ‏
.